# Базюк, Татьяна Вячеславовна
Татьяна Вячеславовна Базюк (родилась 18 октября 1984 года в Луцке) — российская яхтсменка, выступающая в классе RS:X. Дважды участница Олимпийских игр 2008 и 2012 годов. По состоянию на сентябрь 2013 года занимала 98-е место в рейтинге ISAF. Выступает за ЦСКА, тренер — Р.М.Мацюсевич. Чемпионка России 2007 года. Проживает в Сочи.

## Выступления
В 2008 году Татьяна выступала на Олимпиаде в Пекине в классе RS:X и заняла 24-е место со 198 очками, уступая занявшей 23-е место мексиканке Демите Веге (190 очков). В 2012 году выступила на Олимпиаде в Лондоне, заняв 44-е место на чемпионате мира в Кадисе и получив олимпийскую лицензию. На Олимпиаде 2016 года она заняла 25-е место в классе RS:X с 208 очками.